# جيانلوكا دانغلو
جيانلوكا دانغلو (بالإيطالية: Gianluca D'Angelo)‏ هو لاعب كرة قدم إيطالي وسويسري، ولد في 13 مارس 1991 في زيورخ في سويسرا. شارك مع منتخب سويسرا تحت 19 سنة لكرة القدم. أما مع النوادي، فقد لعب مع نادي بيلينزونا ونادي شافهاوزن ونادي غراسهوبر زيوريخ ونادي فينترتور.

## وصلات خارجية
- جيانلوكا دانغلو على موقع قاعدة بيانات كرة القدم.إي يو (الإنجليزية)
- جيانلوكا دانغلو على موقع عالم كرة القدم.نت (الإنجليزية)